# Florian Mayer (Fußballspieler)
Florian Mayer (* 4. März 1998 in Essen) ist ein deutscher Fußballspieler. Der Innenverteidiger steht bei den Sportfreunde Siegen in der Oberliga Westfalen unter Vertrag.

## Karriere

### Verein
Mayer begann in der Jugend vom FC Schalke 04 mit dem Fußballspielen und wechselte 2014 zum VfL Bochum, für den er 26 Spiele (1 Tor) in der B-Junioren Bundesliga West und danach Saison 22 Partien in der A-Junioren Bundesliga West absolvierte. 2016 schloss er sich der U19 von Borussia Mönchengladbach an, seit der Saison 2017/18 kommt er überwiegend in der U 23 Borussias zum Einsatz.
Beim rheinischen Derby zwischen dem 1. FC Köln und Borussia Mönchengladbach am 14. Januar 2018 stand er erstmals im Spielerkader der Profis. Einen Einsatz konnte der Innenverteidiger bei der 1:2-Niederlage seines Teams da allerdings noch nicht verbuchen. Sein Erstliga-Debüt gab Florian Mayer dann aber am 1. April 2018 (28. Spieltag). In der Partie beim FSV Mainz 05 wurde er in der 72. Spielminute für den verletzten Nico Elvedi eingewechselt, kam über diesen einen Einsatz für die Lizenzmannschaft jedoch nicht hinaus. Mehrere schwere Verletzungen warfen den Innenverteidiger zurück, darunter zwei Kreuzbandrisse.
Zur Saison 2021/22 wechselte Mayer nach Ende seines Vertrages ablösefrei in die Niederlande zum Zweitligisten Roda JC Kerkrade, bei dem er in 2 Jahren verletzungsbedingt auf lediglich 9 Einsätze kam. Seine nächste Station war der 1. FC Bocholt in der Regionalliga West, bei dem er ebenso kaum zu Zug kam. Bei den Sportfreunden aus Siegen, wo er zu Beginn der Oberliga Westfalen-Saison 2024/25 hinwechselte wurde er von Beginn an zum bedingungslosen Stammspieler und Leistungsträger im Team, welches um den Aufstieg in die Regionalliga West mitspielt.